# チャープラン・アーリークン
チャープランことチャープラン・アーリークン（タイ語: เฌอปราง อารีย์กุล、タイ語ラテン翻字: Cherprang Areekul、1996年5月2日 - ）は、タイの元アイドル。女性アイドルグループ・BNK48の元メンバーであり、同グループのキャプテンを務めた。

## 略歴
2016年、BNK48第1期生オーディション最終審査に合格し、2017年2月12日にバンコクで行われた『JAPAN EXPO THAILAND 2017』の席上でお披露目された。6月2日、バンコクの大型商業施設「EM Quartier」においてBNK48として初パフォーマンスを行い、同公演でグループのキャプテンに任命された。12月24日、他の23名とともにチームBIIIを結成。
2018年5月から6月にかけて実施された『AKB48 53rdシングル 世界選抜総選挙』に立候補し、39位にランクインした。
2018年12月から2019年1月にかけて実施された『BNK48 6thシングル 選抜総選挙』では1位となり、6thシングル「Beginner」のセンターポジションを獲得した。
2019年10月5日、出演映画「ホームステイ ボクと僕の100日間」が日本で公開。
2019年11月17日、ソロでのファンミーティング「Cherprang’s Fanmeet -Me and My Cats- 僕と僕の猫」が開催された。
2023年10月29日、卒業コンサートが行われ、BNK48を卒業した。BNK48卒業後はBNK48支配人に就任。

## BNK48での参加楽曲

### シングル選抜楽曲
BNK48名義
- Aitakatta
  - Oogoe Diamond
  - 365 nichi no kami hikouki
- Koi Suru Fortune Cookie
  - BNK48
- Shonichi
  - Sakura no Hanabiratachi
  - Namida Surprise
- Kimi wa Melody
- BNK Festival
  - Temodemo no Namida
- Beginner

AKB48名義
- 「センチメンタルトレイン」に収録
  - 友達じゃないか? - 「ネクストガールズ」名義

### アルバム選抜楽曲
BNK48名義
『RIVER』に収録
- RIVER

『Jabaja』に収録
- Jabaja
- บ๊ายบาย…นายพลาสติก (Kami7 Go Green)

## 出演

### テレビ番組
- Cat Radio TV（2020年5月6日 - 、チャンネル3・LINE TV）[13]

### 映画
- BNK48: Girls Don't Cry（2018年）[14]
- ホームステイ ボクと僕の100日間（2018年） - パーイ 役[15]

### MV
- Peck Palitchoke「ไม่ควรมีคนเดียว (Another you)」 （2020年6月12日）[16]